# Szałwia muszkatołowa

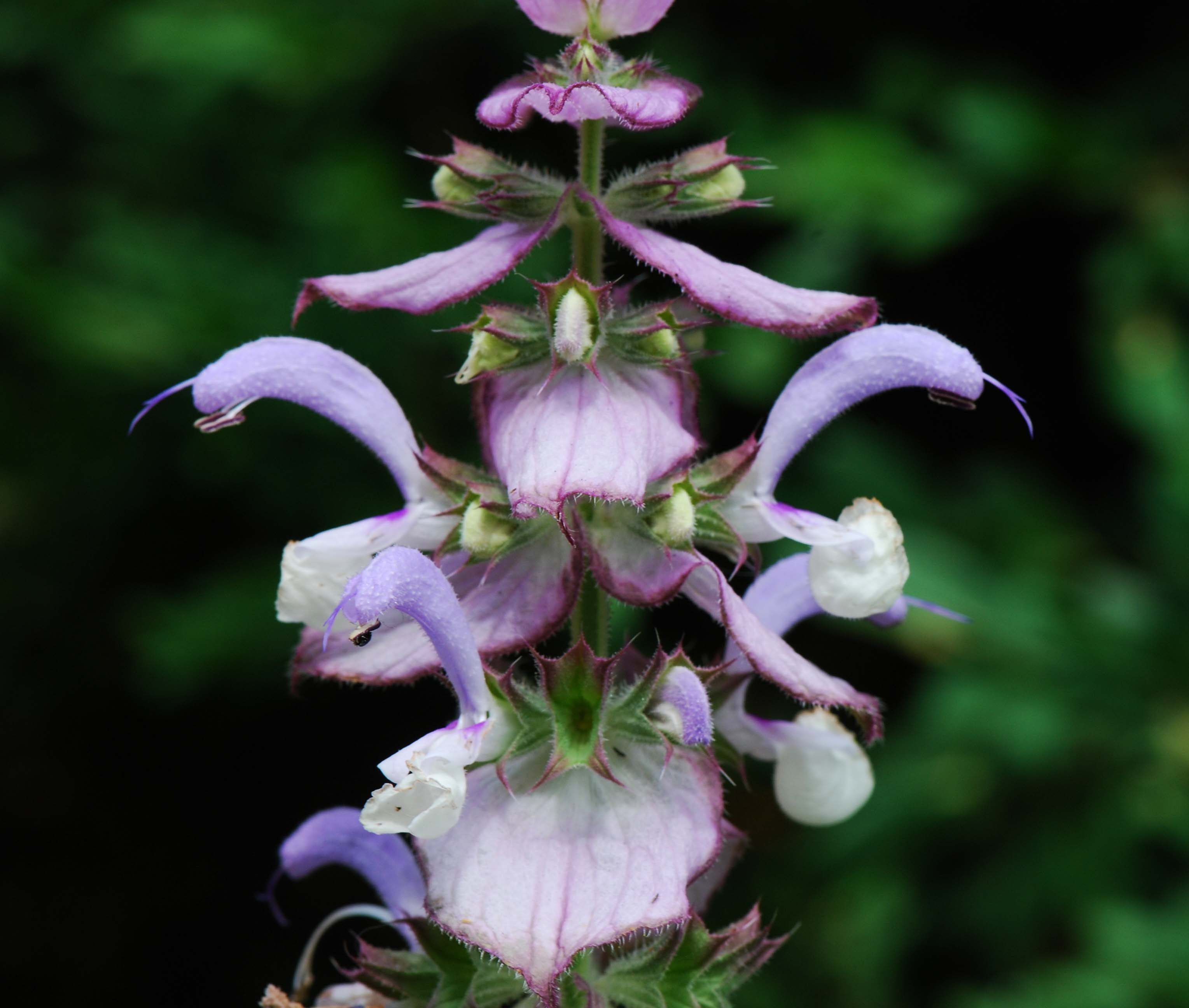
Kwiaty

Szałwia muszkatołowa (Salvia sclarea) – gatunek rośliny z rodziny jasnotowatych. Występuje w Europie Południowej i Środkowej oraz w Azji Zachodniej i Środkowej po Pakistan. W Europie Południowej jest uprawiana i czasami dziczejąca.

## Morfologia
PokrójRoślina zielna, dwuletnia lub bylina.
ŁodygaOgruczolona, osiąga wysokość do 1 m. Aromatyczna, o zapachu przypominającym gałkę muszkatołową, stąd też pochodzi nazwa rośliny.
LiścieW pierwszym roku tworzą rozetę, w drugim pojawiają  się również liście łodygowe. Dolne są jajowate lub jajowato-sercowate, długoogonkowe, pomarszczone, brzegiem nierówno ząbkowane lub wcinane, górne siedzące.
KwiatyWyrastają w nibyokółkach na szczytach pędów. Są dosyć duże, osiągają długość do 3 cm. Korona jasnofioletowa, dwuwargowa, różowa lub jasnoniebieska. Mają 2 pręciki i 1 słupek.
OwocRozłupnia rozpadająca się na 4 rozłupki.

## Zastosowanie
- Dawniej używana jako dodatek do wina i piwa[4].
- Roślina lecznicza[4]: w średniowieczu stosowana do poprawiania wzroku. Zawiera olejek eteryczny, na który składają się: linalol, ocymen, mircen, cedren, nerolidol, sklareol.
- Roślina przyprawowa: stosowana jako przyprawa do potraw warzywnych, mięsnych i ryb.
- Roślina ozdobna
- Wykorzystywana jest przy produkcji mydeł, kosmetyków oraz w perfumerii jako utrwalacz zapachu.

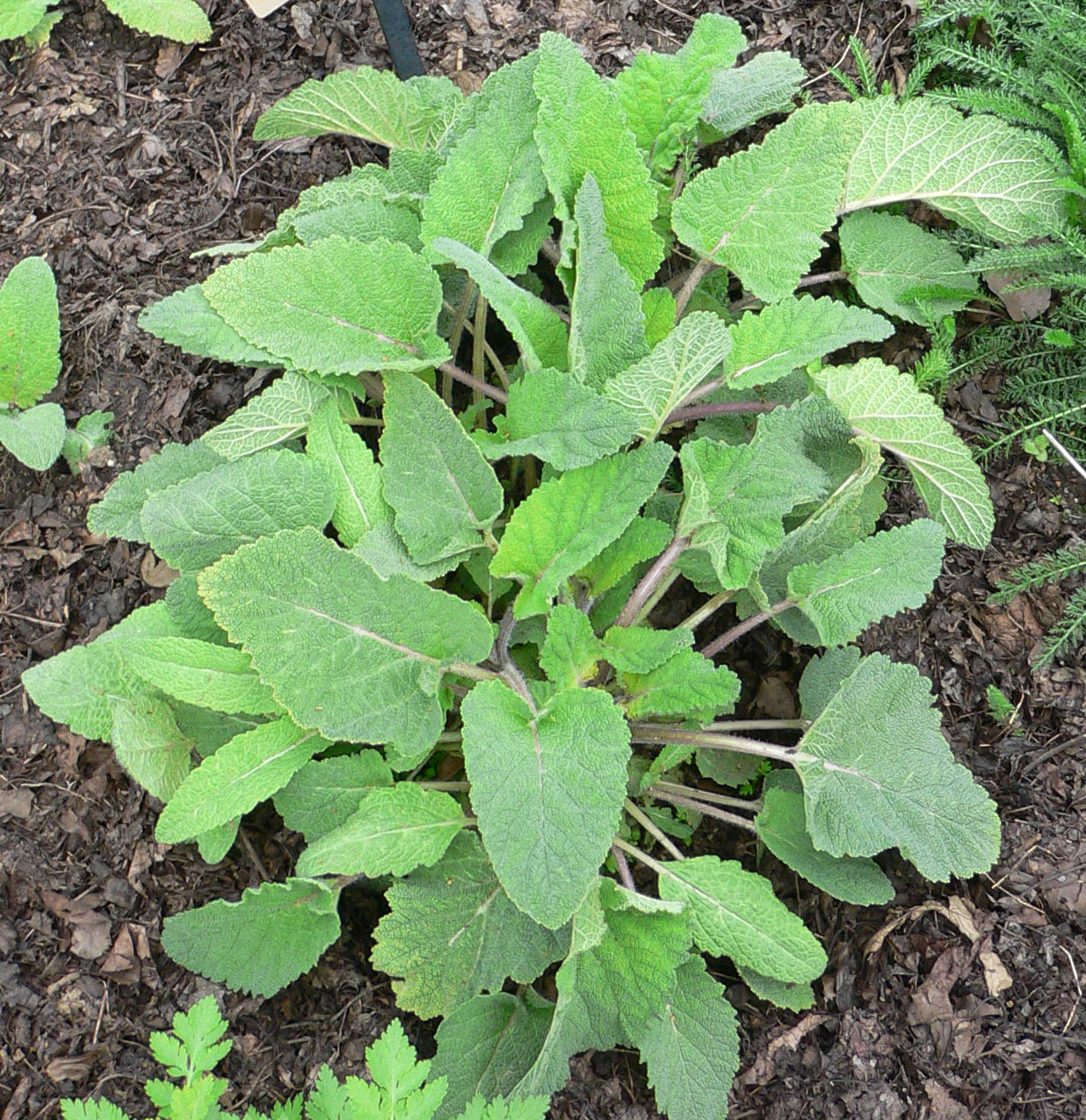
Liście

## Uprawa
Nadaje się na rabaty. W Polsce jest uprawiana jako roślina dwuletnia. Strefy mrozoodporności 5–10. Najlepiej rośnie na przepuszczalnej i żyznej glebie, w pełnym słońcu. Rozmnaża się przez wysiew nasion.